# 利安德水鼩
利安德水鼩（学名：Chimarrogale leander），一种分布于中国南方及东南亚等地的小型哺乳动物，隶属于鼩鼱科水鼩属。本种原被认为是喜马拉雅水鼩（Chimarrogale himalayica）的一个亚种，目前系统分类学研究结果支持本种为独立种。

## 形态特征
利安德水鼩头体长115～132毫米，尾长79～112毫米，体重23～56克。身体背部称浅黑棕色，腹部颜色较淡，通体散布有白色粗毛。